# Sites archéologiques en Calabre
Les sites archéologiques en Calabre de l'Italie antique, sont une liste des principaux sites  où se trouvent des fouilles ou du matériel archéologique (y compris les principaux musées) durant la période postérieure à l'Italie préhistorique et protohistorique, qui a commencé avec la colonisation grecque dans le sud de l'Italie, la Grande-Grèce, avec les Puniques dans les îles de la Méditerranée occidentale, des Étrusques puis des Latins au centre et des Celtes au nord. La date limite est plutôt fixée au Déclin de l'Empire romain d'Occident (476 av. J.-C.).

## Historique
Les Lucaniens (Italiens indo-européens, appartenant au groupe osque-ombrien), vivaient dans la région qui leur prit le nom de « Lucanie », au nord de la Calabre. L'arrière-pays de la Calabre (appelé « Bruttium » par les Romains) était principalement habité par les Bruttiens(de tempérament guerrier, appelés Brutti ou Bretti, étroitement liés aux Lucaniens) ainsi que par des peuples d'origine ibérique. Le centre névralgique de ce peuple était Consentia, l'actuelle Cosenza, qui fut élue par les tribus bruttiennes, après s'être regroupées en ligue, comme « capitale » de la région. Elle fut occupée par les Romains avec le reste de la Grande-Grèce en 265 av. J.-C., mais pendant la deuxième guerre punique, elle se rebella contre Rome pour s'allier à Hannibal, puis revint sous le ferme contrôle de la République romaine après la défaite des Carthaginois.
D'importance fondamentale est le débarquement des Grecs sur les côtes calabraises, qui ont arraché les terres aux Lucaniens (forcés de se réfugier dans l'arrière-pays et dans la partie nord de la Calabre), et se sont mêlés aux autres peuples indigènes, donnant vie à un culture métisse, gréco-italique, extrêmement florissante au cours des siècles suivants. Les Grecs fondèrent des colonies florissantes, si magnifiques qu'elles méritèrent le surnom de Magna Graecia (Grande-Grèce), si importantes que, dans certains cas, elles dépassèrent la patrie elle-même. Entre les VIIIe et IVe siècles av. J.-C., de nombreuses et importantes villes de la Grande-Grèce ont prospéré sur toute la côte, comme Rhêgion, Kroton, Locri Epizefiri, Metauria, Thourioï et Sybaris, et de nombreuses sous-colonies fondées par les colonies elles-mêmes telles que : Kaulon, Hipponion, Medma, Terina et Scolacium. L'histoire glorieuse du pôle de la Grande Grèce a vu les villes de Rhêgion exceller politiquement et économiquement comme maîtresse du détroit de Messine et du sud de la Calabre, de Locri Epizefiri dans la partie centrale de la région et de Kroton dans la partie nord, dans une histoire constitué d'une alternance d'alliances et de conflits internes entre les trois puissances de la région. Par la suite, sous la pression des populations italiques des Bruttiens et des Lucaniens (qui ont également conquis la plupart des polis grecs), et avec l'avènement de la République romaine, la Grande-Grèce a commencé son déclin, également en raison d'une lutte continue pour la domination parmi les polis.
Après la conquête par les Romains , au IIIe siècle av. J.-C., les territoires prirent le nom de « Brutium » mais, hormis quelques villes alliées, donc non soumises à l'autorité de Rome, une grande partie de la région ne put retrouver sa prospérité d’antan. Les polis de la Magna Graecia étaient donc destinés à perdre leur pouvoir au profit d'une alliance (comme dans le cas de Rhêgion) ou d'une colonisation romaine (dans le cas de Locri Epizefiri, Kroton et d'autres villes plus petites). Les colonies de droit latin furent Copia en 194 av. J.-C. et Hipponion déduite en 192 av. J.-C. Cette dernière fut particulièrement importante au Ier siècle av. J.-C. et au siècle suivant, elle accueillit également l'armée et la flotte de Jules César puis d'Auguste. En fait, le seul bastion de la langue et de la culture grecques restait Rhêgion (entre autres siège du Corrector, gouverneur de la Regio III Lucania et Bruttii (it) ), qui reliait son port à Rome par la Via Popilia ; les villes habitées par les Bruttiens étaient les colonies de Cosenza, Vibo Valentia, Locri , Crotone et Sibari.

## Les principaux sites
| Localité antique | Localité moderne   | Province                  | Population antique     | Monuments, sites archéologiques, musées | Photo                       |  |
| ---------------- | ------------------ | ------------------------- | ---------------------- | --- | --------------------------- |  |
| Cosentia         | Cosenza            | Cosenza                   | Bruttiens              | Sites archéologiques : - Ruines romaines (Piazza Antonio Toscano) - Fouilles de San Tommaso - Fouilles de la Biblioteca nazionale di Cosenza (it) Museo dei Brettii e degli Enotri (it) |                             |  |
| Cossa            | Paludi             | Cosenza                   | Bruttiens              | - Parc archéologique de Castiglione di Paludi |                             |  |
| Hipponion        | Vibo Valentia      | Province de Vibo Valentia | Grande-Grèce Romain    | Les vestiges de la polis d'Hipponion sont actuellement visibles : - une partie des Murs grecs d'Hipponion (VIe et IIIe siècles av. J.-C.) avec des tours, - un complexe thermal et des domus), - le stylobate d'un temple dorique du VIe siècle av. J.-C., - d'autres zones sacrées grecques ont été retracées à Scrimbia, Contura del castello et Cofino. Musée archéologique national Vito-Capialbi | Mosaïque                    |  |
| Kaulon           | Monasterace marina | Reggio de Calabre         | Grande-Grèce           | - vestiges d'un temple dorique - vestiges d'une villa romaine - mosaïques des thermes | ruines du temple grec       |  |
| Krimisa          | au nord de Cirò    | Crotone                   | Grande-Grèce           | - vestiges du sanctuaire d'Apollon Musée archéologique civique de Cirò Marina |                             |  |
| Kroton           | Crotone            | Crotone                   | Grande-Grèce           | - vestiges du temple d'Héra Lacinia, - vestiges de bâtiments - Zone archéologique du Cap Colonna Musée archéologique national de Crotone | Colenne du temple d'Héra    |  |
| Locri Epizefiri  | au sud de Locri    | Reggio de Calabre         | Grande-Grèce           | - restes d'un temple ionique dans le quartier de Marasà, - vestiges de la ville centocamere, - restes du temple de Zeus, - vestiges du Théâtre romain de Locri, | plan du temple ionique      |  |
| Medma            | Rosarno            | Reggio de Calabre         | Grande-Grèce           | Museo archeologico di Medma (it) | Figurine en terracotta      |  |
| Metauria         | Gioia Tauro        | Reggio de Calabre         | Grande-Grèce           | - vestiges de la nécropole Museo Metauros (it) | Amphore à figures noires    |  |
| Rhêgion          | Reggio Calabria    | Reggio de Calabre         | Grande-Grèce           | Sites archéologiques : - parc archéologique Griso-La Boccetta (vestiges d'une zone sacrée de l'époque grecque) - une partie des murailles grecques sur le Lungomare Falcomatà, - restes des murs grecs sur la colline Trabocchetto , - vestiges des murs grecs de la Colline des Anges, - fouilles archéologiques de l'Agora et du Forum Romain , - fouilles archéologiques de la nécropole hellénistique dans le quartier de San Giorgio Extra , - ruines du Bouleutérion de Reggio de Calabre, - Tombeau hellénistique via Demetrio Tripepi - Thermes romains sur le front de mer de Falcomatà , - restes d'Athénaion dans un bar du front de mer de Falcomatà, Musée national de la Grande-Grèce |                             |  |
| Sybaris          | Cassano all'Ionio  | Cosenza                   | Grande-Grèce           | - Parc archéologique de Sybaris et Thourioi - Museo archeologico nazionale della Sibaritide (it) | Dolium                      |  |
| Scolacium        | Borgia             | Province de Catanzaro     | Bruttiens Grande-Grèce | parc archéologique de Scolacium : ruines d'un amphithéâtre, ... | Salle du musée de Scolacium |  |
| Thourioï         | Corigliano-Rossano | Cosenza                   | Grande-Grèce           | - vestiges des domus - Parc archéologique de Sybaris et Thourioi | Héros ailé                  |  |
|                  | Ricadi             | Province de Vibo Valentia | Grande-Grèce Romain    | Les vestiges d'une colonie grecque (phrourion (it)) sur le territoire d'Hipponion ont été identifiés et de maisons de cette époque ainsi qu'une villa romaine avec un dépôt d'amphores. |                             |  |
|                  | Tropea             | Province de Vibo Valentia | Grande-Grèce           | les restes d'un mur de défense datant peut-être du Ve et IVe siècles av. J.-C. ; probablement relatif à un (phrourion (it)) du territoire d'Hipponion . |                             |  |

## Les autres zones archéologiques
- Acerenthia (Cerenzia)
- Blanda (Tortora)
- Capo Piccolo (Isola di Capo Rizzuto)
- Laos (Santa Maria del Cedro)
- Parc archéologique urbain de Brancaleone Vetus (Brancaleone)
- Tauriana et le Parc archéologique de Tauriana (Palmi)
- Terina (Lamezia Terme)
- Théâtre gréco-romain de Marina di Gioiosa Ionica
- Villa romaine de Casignana (Casignana)